# Glypta carolellae
Glypta carolellae là một loài tò vò trong họ Ichneumonidae.